# Вашингтон Поуст
„Вашингтон Поуст“ (на английски: The Washington Post) е американски вестник, излизащ ежедневно с разширено неделно издание. Основан през 1877 година, той е най-старият и най-масово разпространяваният вестник в американската столица Вашингтон с тираж около 670 хиляди броя (890 хиляди за неделното издание).
Един от най-забележителните моменти в историята на „Вашингтон Поуст“ е, когато в началото на 70-те, двама от репортерите на вестника, Боб Удуърд и Карл Бърнстийн, разкриват скандал с незаконно шпиониране от страна на представители на щаба на кандидата за президент и действащ към същия период президент на САЩ Ричард Никсън. Този скандал, по-късно става известен като аферата „Уотъргейт“. Репортажите на вестника хвърлят светлина върху задкулисната игра по време на президентската предизборна кампания и значително допринасят за оставката на президента Ричард Никсън.
Собственост е на Джеф Безос, собственикът на „Амазон“.